# Everybody's Changing
«Everybody's Changing» —en español «Todos están cambiando» — es una canción interpretada por la banda inglesa Keane, lanzada como su primer sencillo comercial para la discográfica Fierce Panda. Fue relanzada en mayo de 2004 por Island Records alcanzando la cuarta ubicación en la lista de sencillos del Reino Unido.

## Legado
En el año 2004, Tim Rice-Oxley, pianista de la banda y compositor de Everybody's changing, recibió el premio Ivor Novello a mejor composición del año por la canción. Esta también ganó un BRIT Award por Mejor sencillo Británico en 2005.
El tema ocupa el puesto #28 de las 100 mejores canciones del siglo XXI de la revista Rolling Stone.
Everybody's Changing también ocupa el puesto #236 de "Las 1000 mejores canciones de siempre" de la revista Q Music.
El periódico The Sun la puso en el puesto 79 de las 100 mejores canciones de todos los tiempos.

## Lista de canciones
Sencillo en CD
1. «Everybody's Changing» – 3:37
2. «To The End Of The Earth» (Sólo CD) – 3:02
3. «Fly To Me» – 5:32
4. «Everybody's Changing» (Video)

## Información acerca de la canción
- Tempo: 94 bpm
- Tonalidad: do mayor
- Compás: 4/4

### To The End Of The Earth
("Hasta el fin de la Tierra")
- Tempo: 120 bpm
- Tonalidad: do menor
- Compás: 4/4

### Fly To Me
("Vuela a mí") 
- Tempo: 120 bpm
- Tonalidad: sol mayor
- Compás: 4/4

## Uso de la banda sonora
Esta canción fue incluida en el programa de la NBC Scrubs en el quinto episodio de la temporada "Mi día en las carreras". También fue utilizado en el Vuelo 29 en "See Ya" y la música de fondo cuando TM (antes conocido como Telekom Malaysia) cambia su nombre por el de TM. La canción también fue utilizada en las promos de la segunda temporada de In Plain Sight. La canción fue incluida en el segundo episodio de la estación "La verdad no le hace un ruido" de la serie de televisión One Tree Hill y también aparece en su primera banda sonora, One Tree Hill – Music from the WB Television Series, Vol. 1.

## Posicionamiento en listas y certificaciones

### Listas semanales
| Lista (2004–2006)                 | Mejor posición |
| --------------------------------- | -------------- |
| Alemania (Media Control AG)       | 60             |
| Bélgica (Ultratip flamenca)       | 2              |
| Bélgica (Valonia) (Ultratop 50)   | 20             |
| Dinamarca (Tracklisten)           | 7              |
| Estados Unidos (Adult Pop Songs)  | 33             |
| Francia (SNEP)                    | 10             |
| Irlanda (IRMA)                    | 27             |
| Italia (FIMI)                     | 2              |
| Noruega (VG-lista)                | 18             |
| Nueva Zelanda (Recorded Music NZ) | 28             |
| Países Bajos (Dutch Top 40)       | 18             |
| Reino Unido (UK Singles Chart)    | 4              |
| Suecia (Sverigetopplistan)        | 35             |
| Suiza (Schweizer Hitparade)       | 24             |

### Certificaciones
| País        | Organismo certificador | Certificación  | Ventas  | Ref.   |
| ----------- | ---------------------- | -------------- | ------- | ------ |
| Reino Unido | BPI                    | Disco de Plata | 200 000 | [ 16 ] |